# Repubblica dell'Altaj al Turkvision Song Contest
La Repubblica dell'Altaj ha partecipato a 1 edizione del Turkvision Song Contest nel 2013. La rete che cura le varie partecipazioni è la STRC "Altai Monutains". Si ritira nel 2014 per poi ritornare nel 2017

## Partecipazioni
- Primo posto
- Secondo posto
- Terzo posto
- Ultimo posto

| Anno                                    | Artista             | Canzone                       | Posizione           | Punti               | Note                |
| --------------------------------------- | ------------------- | ----------------------------- | ------------------- | ------------------- | ------------------- |
| 2013                                    | Artur Marlujokov    | Алтайым Менин (Altayym Menin) | 5                   | 189                 |                     |
| Nessuna partecipazione dal 2014 al 2015 |                     |                               |                     |                     |                     |
| 2017                                    | Edizione cancellata | Edizione cancellata           | Edizione cancellata | Edizione cancellata | Edizione cancellata |
| Nessuna partecipazione nel 2020         |                     |                               |                     |                     |                     |